# Martina Király
Martina Király (* 4. Juli 1971 in Budapest) ist eine ungarische Sängerin und Komponistin, die sich stilistisch in den Bereichen Pop, Soul und Jazz bewegt.

## Leben
Martina Király beschäftigte sich schon in jungen Jahren mit populärer Musik. Ihr Vater, der als Chefredakteur bei einem Jugendmagazin arbeitete, brachte oft Schallplatten mit nach Hause, welche sie hörte. So wurde sie beeinflusst durch die Sängerin Sarolta Zalatnay und die Gruppe Locomotiv GT. Im Alter von 16 Jahren begann sie, Saxophon zu lernen, wechselte mit 21 Jahren jedoch zum Gesang. Nachdem sie ein Studium der englischen und italienischen Sprache an der geisteswissenschaftlichen Fakultät der Eötvös-Loránd-Universität abgeschlossen hatte, absolvierte sie eine Ausbildung an der Franz-Liszt-Musikakademie in Budapest, die sie mit dem Diplom im Bereich Jazzgesang abschloss. Zu ihren Lehrern zählte unter anderem Márkus Tibor. Sie wirkte als Sängerin beim Equinox Jazz Quartett und der Anselmo Crew. Es folgten Auftritte in ganz Ungarn, wie 2005 beim Lamantin Jazz Fesztivál in Szombathely. 2011 erschien ihr erstes eigenes Album Ready for you. Das Stück Ballonkabát dieses Albums erhielt im selben Jahr den 2. Preis bei einem Wettbewerb des Radiosenders Jazzy Rádió und bekam einen Ehrenpreis des ungarischen Jazzverbandes (Magyar Jazz Szövetség). Ein Jahr später erhielt sie als Komponistin den Jackie-Orszácky-Preis (Orszáczky Jackie-díj) der ungarischen Komponistenvereinigung.

## Musikgruppen (Auswahl)
Martina Király ist bzw. war Mitglied der folgenden Formationen:
- Anselmo Crew
- Duo Martina Király und Krisztián Rácz
- Equinox Jazz Quartett
- Martina Király Band (mit Krisztián Rácz (Gitarre), Attila Herr (Bass) und Lajos Gyenge (Schlagzeug))
- The Lushlife Project
- Toy Division

## Diskographische Hinweise
- Márkus Tibor & Equinox Jazz Quartet: Are You Free?, 2002
- Márkus Tibor & Equinox Jazz Quartet: Eclectic, 2004
- Anselmo Crew: Sex and violence, 2008
- The Lushlife Project feat. Martina: Highway, 2009
- Martina Király: Ready for you, 2011
- Martina Király Band: Higher Deeper, 2014
- Martina Király: The Female Role, 2018